# Beuvron (Yonne)
Der Beuvron (im Oberlauf: Vaucreuse) ist ein Fluss in Frankreich, der im Département Nièvre, in der Region Bourgogne-Franche-Comté verläuft. Er entspringt als Vaucreuse im Gemeindegebiet von Saint-Révérien und entwässert generell Richtung Nord. Erst nördlich von Neuilly, nach Einmündung des linken Nebenbaches Jarnosse, nimmt der Fluss den Namen Beuvron an und mündet schließlich nach rund 40 Kilometern in Clamecy als linker Nebenfluss in die Yonne, die hier im Rahmen des Canal du Nivernais schiffbar ist. 

## Geschichte
Der Quellbach Vaucreuse wurde im 17. Jahrhundert durch einen Bewässerungsgraben (Rigole de Vaucreuse) weiter nach Süden verlängert und an den See Étang d’Aron angeschlossen, der von Fluss Aron gespeist wird. So konnte das Wasser durch eine künstliche Bifurkation bei Bedarf vom Fluss Aron abgeleitet und zur Yonne transferiert werden, um dort die Holzflößerei bei geringem Wasserstand zu ermöglichen.

## Orte am Fluss
- Neuilly
- Brinon-sur-Beuvron
- Beuvron
- Clamecy